# Vitroscopia
Vitroscopia ou manobra de vitropressão é uma manobra de semiologia que consiste na pressão de uma lâmina de vidro, contra alguma lesão cutânea. O intuito de tal manobra é de verificar se a lesão é vascular ou não.
Se pressionarmos o vidro sobre uma lesão avermelhada da pele e a mesma permanecer inalterada, sem alteração de cor, estamos frente a uma lesão de origem não vascular. Se a lesão desaparecer, indica que é uma lesão de origem vascular: ao pressionar com a lâmina de vidro os capilares foram comprimidos, o sangue foi empurrado para os capilares fora da zona pressionada e a pele adquire uma tonalidade esbranquiçada.
É muito útil no diagnóstico diferencial de petéquias, eritema e algumas malformações vascular superficiais.